# Bjärby socken
Bjärby socken i Västergötland ingick i Viste härad, ingår sedan 1971 i Grästorps kommun och motsvarar från 2016 Bjärby distrikt.
Socknens areal är 11,49 kvadratkilometer varav 11,41 land. År 2000 fanns här 138 invånare.  Sockenkyrkan Särestad-Bjärby kyrka är från 1612 gemensam med Särestads socken och ligger i den socknen.

## Administrativ historik
Socknen har medeltida ursprung. 
Vid kommunreformen 1862 övergick socknens ansvar för de kyrkliga frågorna till Bjärby församling och för de borgerliga frågorna bildades Bjärby landskommun. Landskommunen uppgick 1952 i Grästorps landskommun som 1971 ombildades till Grästorps kommun. Församlingen uppgick 2002 i Särestads församling.
1 januari 2016 inrättades distriktet Bjärby, med samma omfattning som församlingen hade 1999/2000.  
Socknen har tillhört län, fögderier, tingslag och domsagor enligt vad som beskrivs i artikeln Viste härad. De indelta soldaterna tillhörde Västgöta-Dals regemente, Livkompaniet och Västgöta regemente, Barne kompani.

## Geografi
Bjärby socken ligger närmats öster om Grästorp kring Lannaån i norr. Socknen är en uppodlad slättbygd med visst inslag av skog.

## Fornlämningar
Från järnåldern finns gravar och gravfält. Två runstenar har påträffats vid kyrkan.

## Namnet
Namnet skrevs 1325 Bierghby och kommer från kyrkbyn. Namnet innehåller berg och by, 'gård; by'.